# Кристиансё
Кристиансё (дат. Christiansø), также Эртхольмен (дат. Ertholmene) — небольшой архипелаг в 18 км к северо-востоку от Борнхольма. Включает самую восточную точку Дании — скалы Остерскер. Площадь — 39 га. Постоянное население на 2010 год — 94 человека.

## География
Архипелаг состоит из трёх основных островов — Кристиансё (Christiansø, названный в честь короля Кристиана V), Фредериксё (Frederiksø, в честь короля Фредерика IV) и Гресхольм (Græsholm) — и некоторого количества скал, в том числе Тат и Остерскер. Площадь Кристиансё — 22,3 га, Фредериксё и Грасхольма, соответственно, 4 и 11 га. Первые два населены, Грасхольм — птичий базар. Пролив между Кристиансё и Фредериксё —естественная гавань, которую пересекает убирающийся пешеходный мост.

## История

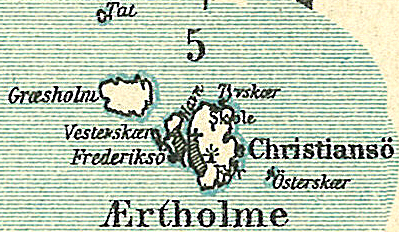
Карта островов (около 1900 г.)

Моряки с острова Борнхольм со времён Средневековья использовали архипелаг, чтобы укрываться от непогоды. Постоянное поселение на Кристиансё появилось лишь в конце XVII в. Дания нуждалась в станции флота в конфликтах со Швецией и в 1684 г. построила здесь форт, использовавшийся флотом до 1855 г. 
Население достигло пика в 829 чел. в 1810 г. Местное население и туристы живут в зданиях, построенных в то время. Облик острова мало изменился за последние 300 лет, что привлекает множество туристов летом. 
Круглая башня Store Tårn — часть форта, расположенная на Кристиансё, уже 200 лет используется как маяк. Lille Tårn — расположенная на Фредериксё башня меньшего размера, которая используется как музей. Остров окружен гранитными валами с установленными на них пушками. 
У Эртхольмена часто останавливаются яхты.

## Статус

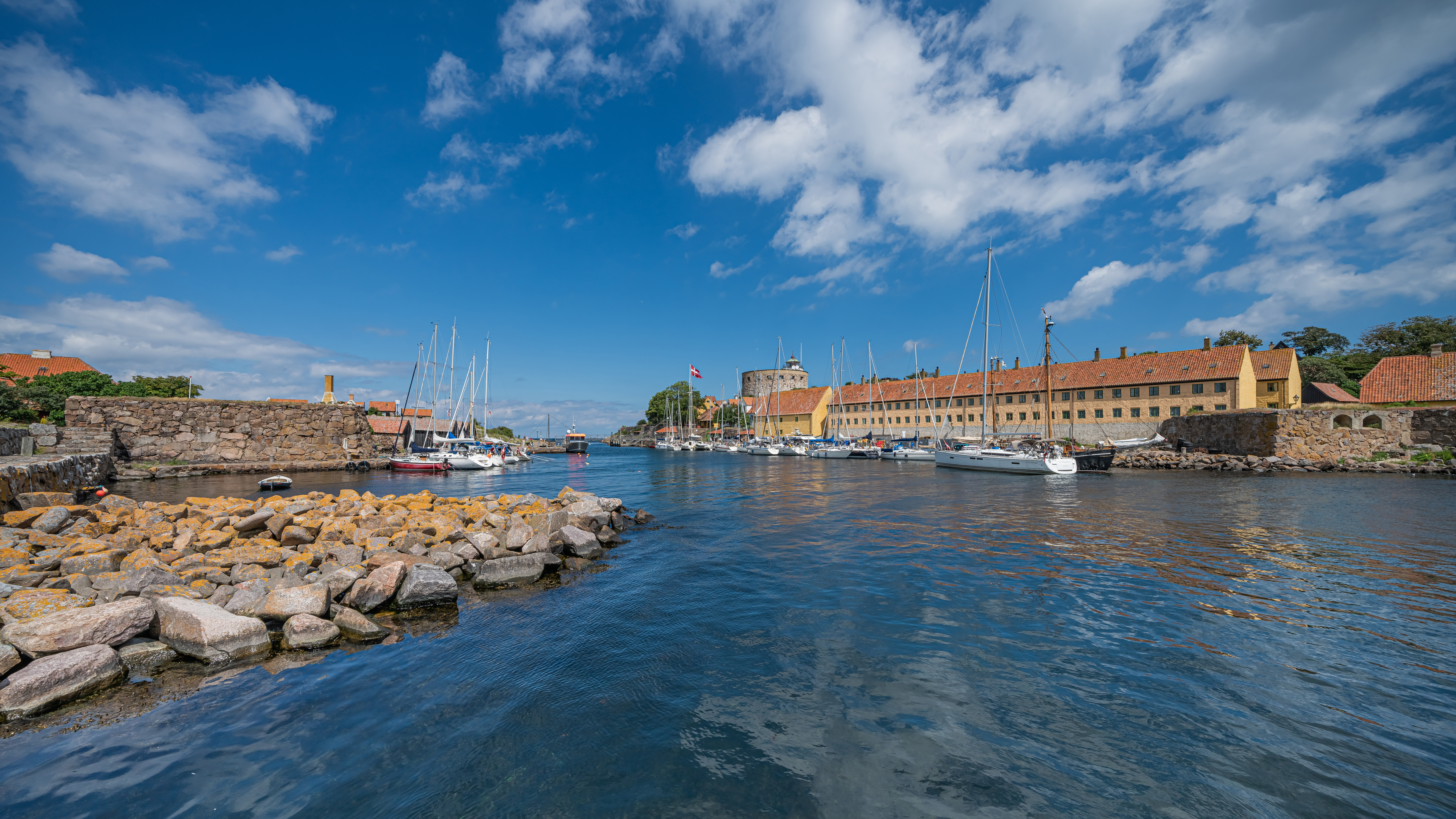
Порт Кристиансё

Архипелаг принадлежит государству и не входит в состав какого-либо муниципалитета или региона, однако, исполняет те же функции, что и обычные муниципалитеты.. Он управляется администратором, назначаемым министерством обороны. Основные источники дохода — рыболовство и туризм. Ежегодно остров посещает до 80 тыс. чел.. Основная часть — приезжающие на день туристы с Борнхольма. 
Это единственное место, жители которого не платят 8 % «налог на здравоохранение» (Sundhedsbidrag), установленный в 2007 г. Для жителей малых островов его заменяет коммунальный налог, как мера поддержки жителей. Однако жители Эртхольмена не платят и его, так как не являются частью какого-либо муниципалитета.